# Johann Friedrich Pfaff

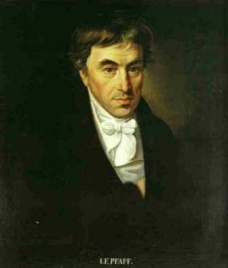
Johann Friedrich Pfaff

Johann Friedrich Pfaff (* 22. Dezember 1765 in Stuttgart; † 21. April 1825 in Halle (Saale)) war ein deutscher Mathematiker und Mitglied einer Dynastie von Universitäts-Professoren. Er lehrte an den Universitäten Helmstedt und Halle, wo er sich vor allem mit Analysis und partiellen Differentialgleichungen befasste.

## Leben
Pfaff war das zweitälteste von zwölf Kindern des Stuttgarter Oberfinanzrates Friedrich Burkhard Pfaff und seiner Gattin Maria Magdalena, geborene Brand. Von seinen Brüdern wurden zwei ebenfalls Wissenschaftler: Christoph Heinrich Pfaff (1773–1852) und Wilhelm Andreas Pfaff (1774–1835).
Er selbst besuchte 1774 bis 1785 die Hohe Karlsschule, eine Militärschule im herzoglichen Schloss Solitude bei Stuttgart, wo er 1785 juristische Studien abschloss. Daneben betrieb er Selbststudien in Mathematik und wurde von Carl Eugen von Württemberg, Landesherr und Gründer der Schule, auf eine mehrjährige Bildungsreise geschickt. Ab 1785 studierte er auf Veranlassung des Herzogs in Göttingen bei Abraham Gotthelf Kästner und Georg Christoph Lichtenberg Mathematik und Physik, wurde dort 1786 promoviert, ging 1787 an die Berliner Sternwarte zu Johann Elert Bode und im Folgejahr auf Bildungsreise, u. a. nach Jena, Gotha, Prag und schließlich nach Wien. Auf Betreiben Lichtenbergs wurde er 1788 als Professor für Mathematik an die Universität Helmstedt berufen.
Ein historisches Verdienst des engagierten Hochschullehrers war, das Genie des jungen Carl Friedrich Gauß erkannt zu haben; er war 1799 der Gutachter seiner Dissertation und unterstützte dessen Antrag, an der Universität Helmstedt in absentia (in Abwesenheit) zu promovieren. Weitere bedeutende Schüler waren Johann Christian Martin Bartels (1769–1836), Christian Ludwig Gerling (1788–1864), Carl Brandan Mollweide (1774–1825) und der spätere Tübinger Jusprofessor Heinrich Eduard Siegfried von Schrader (1779–1860). Als Talentförderer erwies sich Pfaff auch durch ein Empfehlungsschreiben an Göttingen für Alexander von Humboldt.
Hochschulpolitisch engagierte sich Pfaff für die Erhaltung der Universität Helmstedt als Braunschweigische Landesuniversität. Als sie dennoch 1810 wegen franzosenfeindlicher Umtriebe während der Napoleonischen Kriege geschlossen wurde, ging Pfaff an die gerade wieder eröffnete Universität Halle und wurde 1812 nach Georg Simon Klügels Tod auch Leiter der dortigen Sternwarte. Beide Orte gehörten damals zum von Napoleon gegründeten Königreich Westphalen.
Auch in Halle war er angesehener Lehrer, u. a. von August Ferdinand Möbius (1790–1868), Johann August Grunert, Johann Joseph Schön (auch Schoen geschrieben; 1794–1871) und Karl Friedrich Wex.
Pfaff hinterließ umfangreiche mathematische Handschriften, die in der Universitätsbibliothek in Halle aufbewahrt sind.
1812 wurde er als korrespondierendes und 1817 als auswärtiges Mitglied in die Preußische Akademie der Wissenschaften aufgenommen. Seit 1821 war er korrespondierendes Mitglied der Académie des sciences in Paris. 1793 wurde er korrespondierendes und 1798 Ehrenmitglied der Russischen Akademie der Wissenschaften in Sankt Petersburg. 1793 wurde er zum korrespondierenden Mitglied der Göttinger Akademie der Wissenschaften gewählt.

### Verwandtschaft
Pfaff heiratete 1803 seine Cousine Caroline Brand, Tochter des Pfarrers Christoph Brand. Christoph Brand war der Bruder von Johann Pfaffs Mutter und Sohn des Kirchen- und Kammerrats Gottfried Brand. Mit Caroline hatte Pfaff gemeinsam die Söhne Carl (späterer Historiker) und Ludwig.
Seine Brüder waren Christoph Heinrich Pfaff (1773–1852), Professor für Chemie in Kiel, und Johann Wilhelm Andreas Pfaff (1774–1835), Professor der Mathematik und Astronomie in Dorpat, Würzburg und Erlangen. Die Söhne von Johann Wilhelm Andreas wiederum waren die Professoren Hans Ulrich Vitalis Pfaff (Mathematik) und Alexius Burkhardt Immanuel Friedrich Pfaff (Mineralogie), seine Tochter war die Schriftstellerin Pauline Damajanti, die später den liberalen Publizisten Carl Ludwig Theodor Brater heiratete und mit ihm die gemeinsame Tochter Agnes Sapper, ebenfalls Schriftstellerin, hatte.

## Pfaff als Mathematiker
Intensiv befasste sich Pfaff mit der Theorie partieller Differentialgleichungen und um 1810 mit der Vereinfachung gewisser Differentialausdrücke („Pfaffsches Problem“), dessen allgemeine Lösungen H.G.Graßmann (1809–77) angab. Die „Pfaffschen Formen“ wurden Teil der Grundausbildung in mathematischer Analysis und sind bis heute Forschungsthema. Pfaffs Arbeit wurde zunächst trotz sehr positiver Rezension durch Gauß kaum zur Kenntnis genommen, bis Carl Gustav Jacob Jacobi 1827 ihre Bedeutung hervorhob.
Andere mathematisch bedeutende Arbeiten sind 1797 ein lateinisches Lehrbuch zur Analysis im Geiste von Leonhard Euler, oder die Lösung einer öffentlich gestellten Aufgabe für die größte einem konvexen Viereck einschreibbare Ellipse (1810), die auch Gauß und Mollweide behandelten.
Bedeutende Publikationen sind:
- 1788 Versuch einer neuen Summationsmethode nebst anderen damit zusammenhängenden analytischen Bemerkungen
- 1794 Analysis einer wichtigen Aufgabe des Herrn La Grange, Archiv der reinen und angewandten Mathematik
- 1796 Über die Vortheile, welche eine Universität einem Lande gewährt, (Häberlins) Staats-Archiv
- 1797 Disquisitiones analyticae maxime ad calculum integralem et doctrinam serierum pertinentes
- 1810 Bestimmung der größten in ein Viereck, so wie auch in ein Dreyeck, zu beschreibenden Ellipse, in F.X.Zach, Monatliche Correspondenz zur Beförderung der Erd- und Himmelskunde
- 1814/15 Methodus generalis, aequationes differentiarum partialium, necnon aequationes differentiales vulgares, utrasque primi ordinis, inter quotcunque variabiles complete integrandi, Abhandlungen der königl. Akademie der Wissenschaften zu Berlin, p. 76–135. Deutsch von G. Kowalewski:
- Allgemeine Methode, partielle Differentialgleichungen und gewöhnliche Differentialgleichungen, beide von erster Ordnung, in beliebig vielen Veränderlichen, vollständig zu integriren, Ostwalds Klassiker der exakten Wissenschaften, Band 129, 1902
- Sammlung von Briefen, gewechselt zwischen Johann Friedrich Pfaff und Herzog Carl von Württemberg, F. Bouterwek, A. v. Humboldt, A. G. Kästner, und Anderen (Hrsg. Carl Pfaff 1853, mit Biografie).

### Pfaff'sches Problem
In Helmstedt veröffentlichte Pfaff 1788 Arbeiten über eine neuartige Herleitung von Differentiationsregeln,
1788 und später über die Summierung gewisser Reihen,
und 1793, anknüpfend an Euler, über die Reihenentwicklung für Integrale gewisser Potenzen.
1815 veröffentlichte Pfaff seine bedeutendste Arbeit „Methodus generalis aequationes differentiarum particularum ... complete intigrandi“.
Es handelt sich um das Pfaffsche Problem der Integration partieller Differentialgleichungen erster Ordnung der Gestalt
{\displaystyle \omega =dF} mit
{\displaystyle \qquad \omega =\sum _{k=1}^{n}f_{k}(x_{1},\ldots ,x_{n})\,\mathrm {d} x_{k}.}
Heute nennt man {\displaystyle \omega } eine pfaffsche Form in den {\displaystyle n} Variablen {\displaystyle x_{1},\ldots ,x_{n}}. Das Problem lag darin, die Lösung als Totales Differential darzustellen, was Pfaff durch Variablentransformation gelang.
Die zunächst nur von Gauß als bedeutsam erkannte Methode wurde 1827 von Jacobi (1804–1851) weiter ausgebaut. Pfaff hatte den Fall einer geraden Zahl von Variablen betrachtet, Jacobi konnte das Verfahren auf eine ungerade Zahl von Variablen erweitern.